# Langtbortistan
| Portal | Portal:Disney |

Langtbortistan er et fiktivt land i Anders And-universet. Ordet Langtbortistan er blevet en del af det danske sprog og indgår i idiomer som "i / til Langtbortistan", dvs. "meget langt væk".
Langtbortistan optræder i de danske retskrivningsordbøger fra og med 2001.
Ordet bygger videre på endelsen -stan, der på flere indoiranske sprog betyder "-land" (jf. Afghanistan, Kurdistan og Pakistan).
Langtbortistan optrådte sandsynligvis for første gang i Anders And & Co. nr. 39, september 1959 . Historien, der havde Dumbo som hovedfigur, var skrevet af Carl Fallberg og tegnet af Paul Murry (USA 1958). I originaludgaven hed landet Faroffistan .
Den danske udgave var oversat af Sonja Rindom. I den norske udgave, der ligeledes udkom i september 1959, hed landet Langtvekkistan. Den svenske udgave var oversat af P. A. Westrin og udkom i oktober samme år .
Både Rindom og Westrin hævdede at have fundet på ordet (svensk: Långtbortistan).
At Carl Barks benyttede betegnelser som Howduyustan (1952, dansk Pengostan) , Farbackishan (1961, dansk Tilbagistan) , Bazookistan (1963, dansk Bazukistan)  og Unsteadystan (1966, dansk Urolistan)  har givet anledning til den misforståelse, at Langtbortistan skulle være opstået ved oversættelse af en Barks-historie.
Landet kan se meget forskelligt ud  - fx som et arabisk ørkenland i ovennævnte Dumbo-historie - som Kina i "Rejsen til Langtbortistan"  - som Caribien i ”Langtbortistan tur/retur”  - og som Indien i "Postkort fra Langtbortistan" .
Udtrykket eller betegnelsen Langtbortistan ses sporadisk at blive anvendt i danske dagblade fra 1966, men først fra 1974 kan man konstatere en mere hyppig og vedvarende brug af ordet i de danske medier.
Endvidere kan man se udtrykket anvendt i dansk i en alternativ stavemåde, hvor det første t er udeladt, så det derved gengives som Langbortistan. Denne version er faktisk anvendt tidligere på dansk i teaterstykket Diktator Pedersen fra 1931, hvor en af figurerne er fyrste af Langbortistan.